# Escoles Velles (Sant Andreu de la Barca)
Escoles Velles és una obra del municipi de Sant Andreu de la Barca (Baix Llobregat) inclosa en l'Inventari del Patrimoni Arquitectònic de Catalunya.

## Descripció
La primera escola pública de què va disposar el poble es conserva pràcticament amb l'estructura original. Només les dues galeries dels extrems, que eren obertes, es van tapar. En aquest edifici, d'estil historicista i de planta baixa, cal destacar els carreus de pedra de les cantonades i els de les divisions verticals. A la teulada, alineat a la façana, hi trobem un escut d'Espanya de mida considerable i per acabar unes boles a cadascun dels vèrtex.